# A szicíliaiak klánja
A szicíliaiak klánja (eredeti címe: Le Clan des Siciliens), 1969-ben bemutatott francia-olasz bűnügyi film Henri Verneuil rendezésében, Alain Delon, Jean Gabin és Lino Ventura főszereplésével. A forgatókönyv Auguste Le Breton 1967-ben megjelent, azonos című regénye alapján készült. A történet egy nagyszabású ékszerrablásról szól, melyet szervezett bűnözők csoportja hajt végre. Közben erkölcsi konfliktus alakul ki az ifjú francia mácsó és a szicíliai maffiacsalád főnöke között. A film zenéjét Ennio Morricone írta.

## Cselekmény
Roger Sartet visszaeső fegyveres bűnöző kirabolt egy ékszerboltot, közben megölt több embert, letartóztatása során agyonlőtt két rendőrt is. A Fresnes-i börtönből szigorú őrizet alatt a párizsi Igazságügyi palotába viszik, hogy a vizsgálóbíró ismertesse vele a vádiratot. Sartet közben már megszervezte szökését: a bíróság folyosóján egy ál-rendőr észrevétlenül a zsebébe csempész egy apró, motoros fémvágót („flexet”). A meghallgatás után Sartet-val visszaindulnak a Fresnes-i börtönbe. Útközben Sartet kivágja a rabszállító kocsi padlólemezét. Cinkosai forgalmi akadályt idéznek elő, a rabszállítót veszteglésre késztetik, ezalatt Sartet megszökik velük.
Roger húga, Monique Sartet egy bisztróban dolgozik, Bátyja utasítására átad a szöktetőknek egy nagy értékű bélyeggyűjteményt, a munka ellenértékét. Sartet-t cinkosai ezután a Manalese család lakóhelyére viszik. A szicíliai maffiacsalád feje Don Vittorio Manalese, aki ellentmondást nem tűrő pátriárkaként irányítja fiait, Aldót és Sergiót, leányát, Mariát és annak férjét, Luigit, továbbá menyét, Jeanne-t, Aldo feleségét. Don Manalese szakértővel ellenőrizteti a bélyeggyűjtemény értékét, és elfogadja fizetség gyanánt. Jeanne, az egyetlen francia a szicíliai klánban, érdeklődik a jóképű gyilkos iránt, kikezd Sartet-val, de ő ekkor még visszautasítja.
Le Goff rendőrfelügyelő, akinek bajtársait ölte meg Sartet, körözést rendel el. Monique lakását figyelteti, telefonját lehallgatja, de érzi, hogy a rutinos gyilkos számít erre és elkerüli a csapdát.
Sartet, aki már két éve nem volt nővel, éjjel elhagyja a Manalese-házat, hogy egy prostituálttal randevúzzon. A portás a körözési fotó alapján felismeri, kihívja a rendőrséget. Le Goff csapata betör a szobába, Sartre az ablakon kiugorva elmenekül. A rendőrségen Le Goff felügyelő kihallgat mindenkit, aki a börtönben együtt volt Sartet-val. Talál köztük egy „elsőbűntényes” villamosmérnököt is, aki hirtelen felindulásból megölte hűtlen feleségét és annak szeretőjét. A cellában beszélt Sartet-nak a munkájáról is.
Hazaérve Sartet elmondja Don Vittoriónak, hogy börtönbeli cellatársa, egy „amatőr gyilkos” villamosmérnök a börtön sokkhatása alatt részletesen lerajzolta neki legutóbbi munkáját, a római Galleria Borghese-ben nemrég megnyitott ékszerkiállítás elektronikus biztonsági rendszerének teljes tervét. A terveket Sartet magával hozta. Felajánlja a Manalese családnak, hogy rabolják ki a kiállítást. A zsákmányból Sartet is részt kér. Don Vittorio bizalmatlan Sartet-val. Szemére veti, hogy forrófejű, meggondolatlanul kezd lövöldözni, „nem bír magával”, nőügyei veszélybe sodorják a családot. Sartet faképnél akarja hagyni őket, de Don Vittorio bebizonyítja neki, hogy a maffia orgazdái nélkül sohasem tudná eladni a zsákmányt. Megállapodnak, de az öreg óva inti Sartet-t, hogy maradjon veszteg, kövesse az utasításokat és ne szóljon bele semmibe.
Don Vittorio felhívja régi barátját és gengszterkollégáját, Tony Nicosiát New Yorkban. A két öreg maffiózó Rómában találkozik. Megnézik az ékszerkiállítást a Borghese Galériában, ellenőrzik a kapott tervek megbízhatóságát. Úgy találják, hogy a múzeum riasztórendszerét nem lehet kijátszani. A kiállítást viszont rövidesen repülőgépen Rómából New Yorkba költöztetik. Azt tervelik ki, hogy a Rómából induló gépre Párizsban felszálló szicíliaiak fegyverrel eltérítik a gépet, amely New Yorkban a gengszterek által előkészített helyen fog leszállni. Tony Nicosia elküldi a Manalese családhoz emberét, Jacket, aki tud repülőgépet vezetni, bár gyakran néz a pohár fenekére. Don Vittorio egyik alkalmazottja hamis útleveleket rendel a Manalesék számára egy megbízható hamisítótól.
Közben Le Goff abból indul ki, hogy Sartet-nak hamis útlevélre lesz szüksége, és lecsap arra a hamisítóra, aki a gyilkosnál korábban talált hamis igazolványt gyártotta. Sartet nyoma helyett megtalálják a Don Vittorio embere által rendelt, félig kész hamis útleveleket, de a fotókat a hamisító megsemmisíti. A megrendelőt keresve Le Goff eljut a Manalese-házba, ahol Don Vittorio azt állítja, ez az embere már nem dolgozik nála. Amíg Don Vittorio a felügyelővel beszél, fiai Sartet-t autóval kiviszik a házból.
A Manalese család az előkészületek idejére átköltözik egy magányos tengerparti villába, Menton közelében. Aldo távollétében Jeanne nyíltan kikezd Sartet-val. Szex közben Roberto, Luigi fia, Don Vittorio unokája rajtakapja őket. A rémült Jeanne megígérteti a kisfiúval, hogy nem szól a dologról senkinek.
Megkezdődik az akció. Rómában erős rendőri fedezettel egy menetrend szerinti repülőgépre rakják az ékszereket. Az ékszereket biztosító társaság ügynökét, Mr. Evanst Rómában a titkosügynökként bemutatkozó Sartet várja, eltünteti (valószínűleg megöli) és Evans útlevelével maga száll fel a gépre. A párizsi útmegszakításnál a Manalesék és Jack is felszállnak a gépre, Sartet a gépen maradva várja őket. Váratlanul megérkezik Evans felesége, aki férjéhez csatlakozna, de nem találja a gépen. Őt Don Vittorio a repülőtéri telefonfülkéből egy hamis telefonhívással visszaküldi a városba. A gép felszáll, fedélzetén Sartet-val és a maffiózókkal.
Evans felesége hiába keresi férjét a szállodában, ezért bejelenti eltűnését a párizsi rendőrségen. Az irodában kifüggesztett körözési fotón felismeri Sartet-t, akit a párizsi repülőtéren várakozó gépen látott ülni. Le Goff felügyelő azzal szembesül, hogy a körözött bűnöző a New York-i gépen ül. Riasztják a New York-i rendőrséget, amely nagy erőkkel vonul ki a LaGuardia repülőtérre Sartet elfogására.
New Yorkhoz közeledve a maffiózók átveszik az irányítást a gép fölött. A személyzetet és utasokat fegyverrel tartják sakkban, a kormányt Jack veszi át. A gép átrepül New York fölött és egy lezárt autópálya-szakaszon száll le, ahol Tony Nicosia fegyveres gengszterei várják. Az ékszereket kirámolják, a résztvevők hamis iratokat kapnak, hogy eltűnhessenek. Jack Kanadába megy, a szicíliaiak vissza Párizsba. Sartet azt tervezi, hogy a mexikói Veracruzban telepszik le, ezért átmenetileg New Yorkban rejtőzik el, várva, hogy Nicosia kifizesse az ő zsákmányrészét.
Otthon a Manalese család folytatja szokott életét. Egy este valamennyien a tévét nézik, ahol tengerparti szerelmi jelenetet mutatnak. A kis Roberto megszólal, hogy pont úgy csinálnak, mint Jeanne néni és Sartet bácsi Mentonban. Jeanne, Aldo felesége kétségbeesetten tagad, de a szicíliaiak nem hisznek neki, idegennek tekintik. Don Vittorio felhívja Tony Nicosiát, hogy küldje Párizsba Sartet-t azzal az ürüggyel, hogy zsákmányrészét itt kapja meg. Jeanne felhívja Sartet húgát, Monique-ot Párizsban, hogy figyelmeztesse a csapdára. A telefont a francia rendőrség lehallgatja. Monique a repülőtéren várja bátyját, akárcsak az őt megölni akaró Manalese fiúk, de a rendőrök is. Sartet nem jelenik meg. A szicíliaiak megpróbálják Monique-ot túszul ejteni, de Le Goff emberei letartóztatják őket. Sartet, aki megsejtette a rá váró csapdát, már az előző géppel megérkezett, és most távolról figyeli a történéseket.
Sartet felhívja Don Vittoriót, és a pénzét követeli. Az öreg magával viszi Jeanne-t és egy elhagyott helyen találkozik Sartet-val. Odalöki neki a nagy táska készpénzt, aztán agyonlövi Jeanne-t és Sartet-t is, szicíliai fogalmak szerint helyreállítva a „család becsületét”. A két halottat és a pénzt a helyszínen hagyva Don Vittorio hazamegy, ahol Le Goff felügyelő várja, és őrizetbe veszi.

## Szereposztás
| Szerep                                | Színész           | Magyar hang          | Magyar hang        | Magyar hang        | Magyar hang        |
| Szerep                                | Színész           | 1. szinkron (1971)   | 2. szinkron (1979) | 3. szinkron (1985) | 4. szinkron (2006) |
| ------------------------------------- | ----------------- | -------------------- | ------------------ | ------------------ | ------------------ |
| Don Vittorio Manalese                 | Jean Gabin        | Képessy József       | Képessy József     | Képessy József     | Szersén Gyula      |
| Roger Sartet                          | Alain Delon       | Fülöp Zsigmond       | Fodor Tamás        | Fülöp Zsigmond     | Kautzky Armand     |
| Le Goff felügyelő                     | Lino Ventura      | Gera Zoltán          | Inke László        | Gera Zoltán        | Barbinek Péter     |
| Jeanne Manalese, Aldo felesége        | Irina Demick      | Káldi Nóra           | Bánsági Ildikó     | Földessy Margit    | Kiss Virág         |
| Tony Nicosia, New York-i gengszter    | Amedeo Nazzari    | Szabó Ottó           | N/A                | Kenderesi Tibor    | Szokolay Ottó      |
| Aldo Manalese, Don Vittorio fia       | Yves Lefebvre     | Dobránszky Zoltán    | N/A                | N/A                | Posta Victor       |
| Sergio Manalese, Don Vittorio fia     | Marc Porel        | Kertész Péter        | N/A                | Dunai Tamás        | Juhász Zoltán      |
| Monique Sartet, Roger húga            | Danielle Volle    | Esztergályos Cecília | N/A                | Magda Gabi         | Böhm Anita         |
| Maria Manalese, Don Vittorio felesége | Elisa Cegani      | N/A                  | N/A                | Győri Ilona        | N/A                |
| Teresa Manalese, Don Vittorio leánya  | Karen Blanguernon | N/A                  | N/A                | N/A                | N/A                |
| Luigi, Teresa férje                   | Philippe Baronnet | Kovács István        | N/A                | N/A                | N/A                |
| Mrs. Evans                            | Sally Nesbitt     | N/A                  | N/A                | Dallos Szilvia     | Agócs Judit        |
| Jack, amerikai pilóta                 | Sydney Chaplin    | Láng József          | N/A                | N/A                | N/A                |
| Turi Locascio, bélyegszakértő         | Leopoldo Trieste  | Konrád Antal         | N/A                | Dobránszky Zoltán  | N/A                |

## A film zenéje
1970 elején Dalida énekelt egy azonos című sanzont, melynek szövegét Jean-Loup Dabadie írta, Ennio Morricone zenéjére. Szicíliai férfiakról szól, akik fekete autókon érkeznek Rómába, hogy erőszakos úton vagyont szerezzenek.
A Morricone-zene dallama több későbbi filmben felismerhetően elhangzik, így pl. Ramzy Bedia és Eric Judor 2008-as Ketten egyedül Párizsban című filmjében; valamint Frédéric Forestier és Thomas Langmann 2008-as Asterix az olimpián c. filmjében.

## Hatása
1982-es krimijében, a Le grand pardon-ban Alexandre Arcady rendező a film elején a fogoly (Richard Bohringer) szökését, a film végén a Keresztapa (Roger Hanin) bosszúját, és a rendőrfelügyelő (Jean-Louis Trintignant) általi letartóztatását A szicíliaiak klánjában látott séma szerint építette fel.

## Forgatási helyszínek

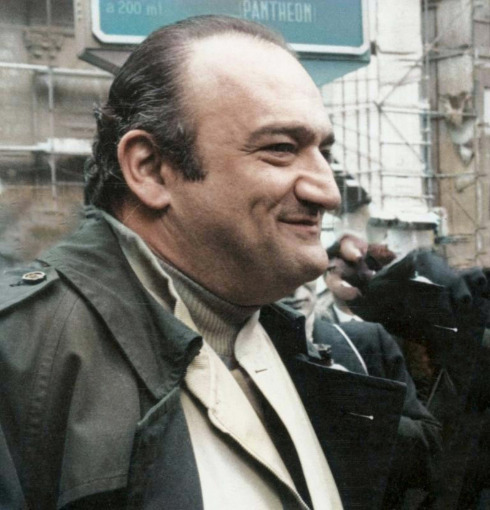
Henri Verneuil rendező 1969-ban Rómában, a film forgatásán

A film külső felvételeit jól felismerhető franciaországi, olaszországi és New York-i helyszíneken vették fel. Többek között:
- Párizs, Cité-sziget, az Igazságügyi palota Palais de Justice).
- A régi római vízvezeték Arcueil és Cachan községek határán (Aqueducs d’Arcueil et de Cachan), Val-de-Marne megyében, Párizs délnyugati peremén, ahol Roger Sartet (Delon) megszökik a rabszállítóból.
- Párizs, Jemappes rakpart 64, a Szent Márton-csatorna partján: a Manalese család üzeme és lakása.
- Párizs 10. kerülete, Passage Delanos (köz), ahol Delon kiugrik a szálloda ablakán
- Róma, Pincio negyed, Galleria Borghese villa és múzeum
- Róma, Piazza Navona (szökőkút, gyerek játékpisztollyal)
- Róma, Piazza della Minerva, szálloda (Mr. Evans szállása)
- New York, LaGuardia repülőtér.
- Párizs-Le Bourget-i repülőtér utascsarnoka, kombinálva az Orly repülőtér homlokzatával.
- Agay falu, Saint-Raphaël, Var megye, Côte d’Azur: a filmbéli „mentoni” tengerparti villa.
- Châteauroux-Centre repülőtér, Châteauroux, Indre megye: az „amerikai” autópálya, ahol a gép leszáll.
- Párizs, Puteaux negyed, Bellini utca 3, a La Défense közelében: bisztró, Monique Sartet munkahelye.

## Érdekesség
A film elején Sartet (Alain Delon) nyílást vág a rabszállító kocsi padlólemezébe, majd ezen keresztül megszökik. A jelenetet valós esemény inspirálta: 1950 novemberében René la Canne gengszter, bankrabló (1919–2000), a hírhedt Émile Buisson bandájának tagja így szökött meg a vizsgálati fogságból.